# Cosimo Burali-Forti
Cosimo Burali-Forti (Arezzo, 3 novembre 1834 – Arezzo, 2 gennaio 1905) è stato un compositore e pittore italiano, padre del matematico Cesare Burali-Forti.

## Biografia
Figlio di una ricca famiglia di possidenti aretini, si laureò in giurisprudenza a Siena e, secondo le cronache coeve, rifiutò grandi incarichi pur di rimanere nella natia Arezzo.
Rimase tutta la vita impiegato della pubblica amministrazione aretina (era sottosegretario della prefettura) e fu rettore della Fraternita dei Laici dal 1900 fino alla morte.
I concittadini lo descrissero come uomo pio, ma grande sostenitore della laicità dello stato nonché fervente patriota durante il Risorgimento.
Si dilettò di pittura, soprattutto di ritrattistica, e si dedicò ampiamente alla musica anche se sempre a livello dilettantesco.

## Musica

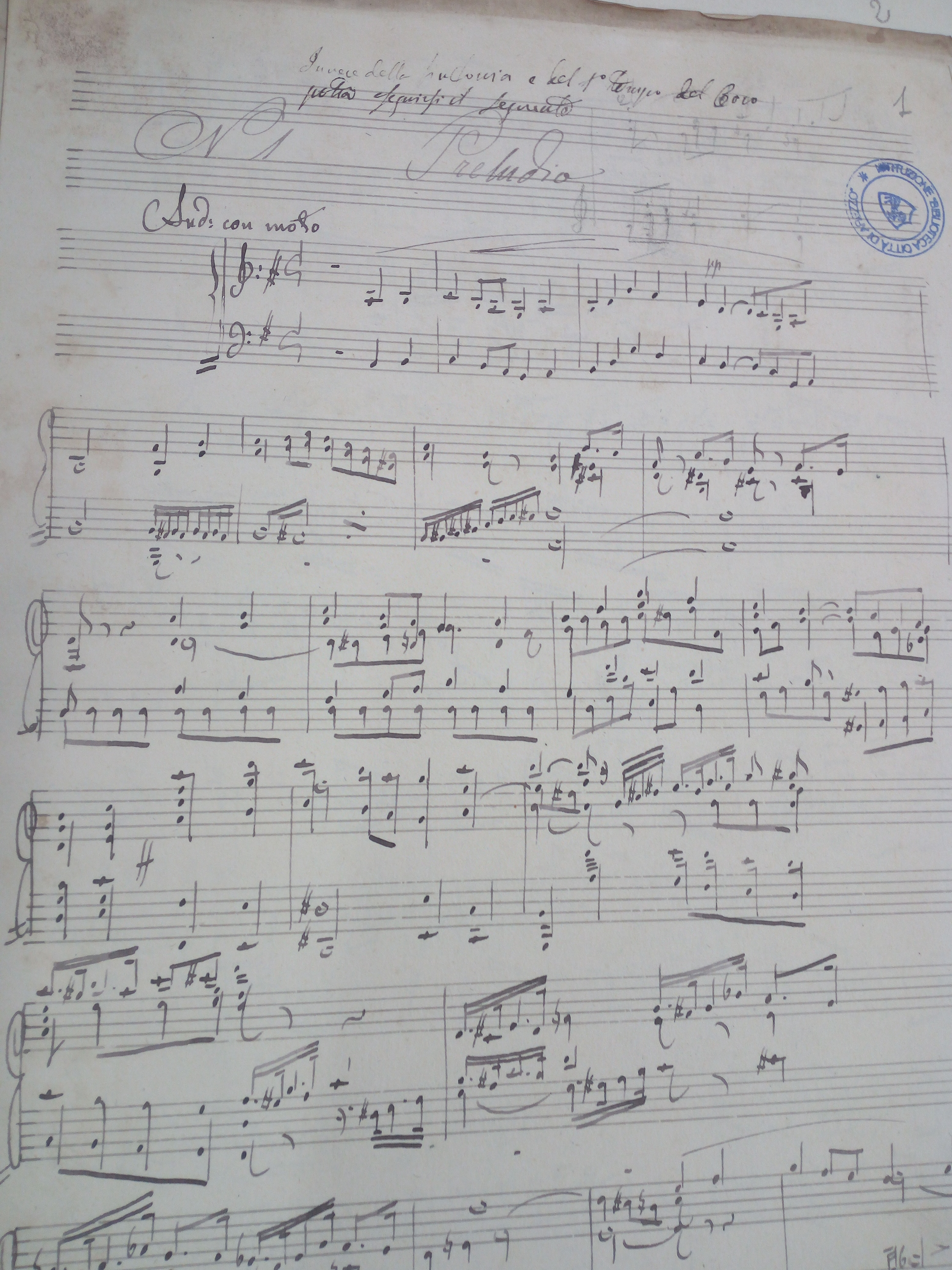
Preludio alternativo dell'opera Esther, autografo alla Biblioteca Città di Arezzo

Scrisse dodici opere serie, tre scherzi melodrammatici, una farsa, una messa di requiem, ben 50 messe con orchestra, 10 per coro a cappella, 2 sinfonie, un quartetto, un concerto per pianoforte, varia musica da camera (soprattutto per fiati e archi), canzoni, pezzi corali, opere sacre non liturgiche, inni patriottici, e musiche di scena per numerosi drammi amatoriali.
Collaborò con tutte le realtà musicali, professionali e non, di Arezzo, ed ebbe un rapporto speciale con le società filodrammatiche, per le quali amava scrivere spettacoli musicali comici. I suoi lavori teatrali, salutati da un grande successo locale, hanno una felice verve melodica e quelli sacri dimostrano un non comune talento armonico, che gli valse il diploma ad honorem dell'Istituto musicale di Firenze nel 1892 (due anni dopo l'istituto lo volle anche assumere come insegnante).
Arezzo lo amò per le sue trame scacciapensieri, il suo anti-wagnerismo (mentre imperversava la dicotomia Verdi-Wagner, dagli anni '80 dell'800, Burali-Forti fu un grande peroratore delle cause verdiane), e la sua calda cantabilità italiana (derivata dall'imitazione di stilemi di Mercadante, Donizetti, Bellini e l'adorato Verdi, e importante nel pensiero nazionalistico susseguente l'Unità), benché siano evidenti anche esperimenti tragici (spesso in opere non gratificate da successo, per esempio Marchesella), e anche qualche modello straniero (è provato che rimase affascinato dal Faust di Gounod).
Fu un fervente protagonista degli eventi musicali aretini ottocenteschi: le onoranze per Bartolomeo Cristofori nel 1876, e, soprattutto, l'inaugurazione del monumento a Guido Monaco nel 1882. Organizzò e gestì in prima persona questi eventi, componendo musiche, arrangiando quelle di altri (per l'evento su Cristofori rielaborò le ouvertures di Betly di Donizetti e di Semiramide di Rossini per sette pianoforti a 28 mani), e partecipando come maestro del coro (fu maestro sostituto della compagine corale durante l'esecuzione del Mefistofele di Boito diretto da Luigi Mancinelli al Teatro Petrarca nel 1882).

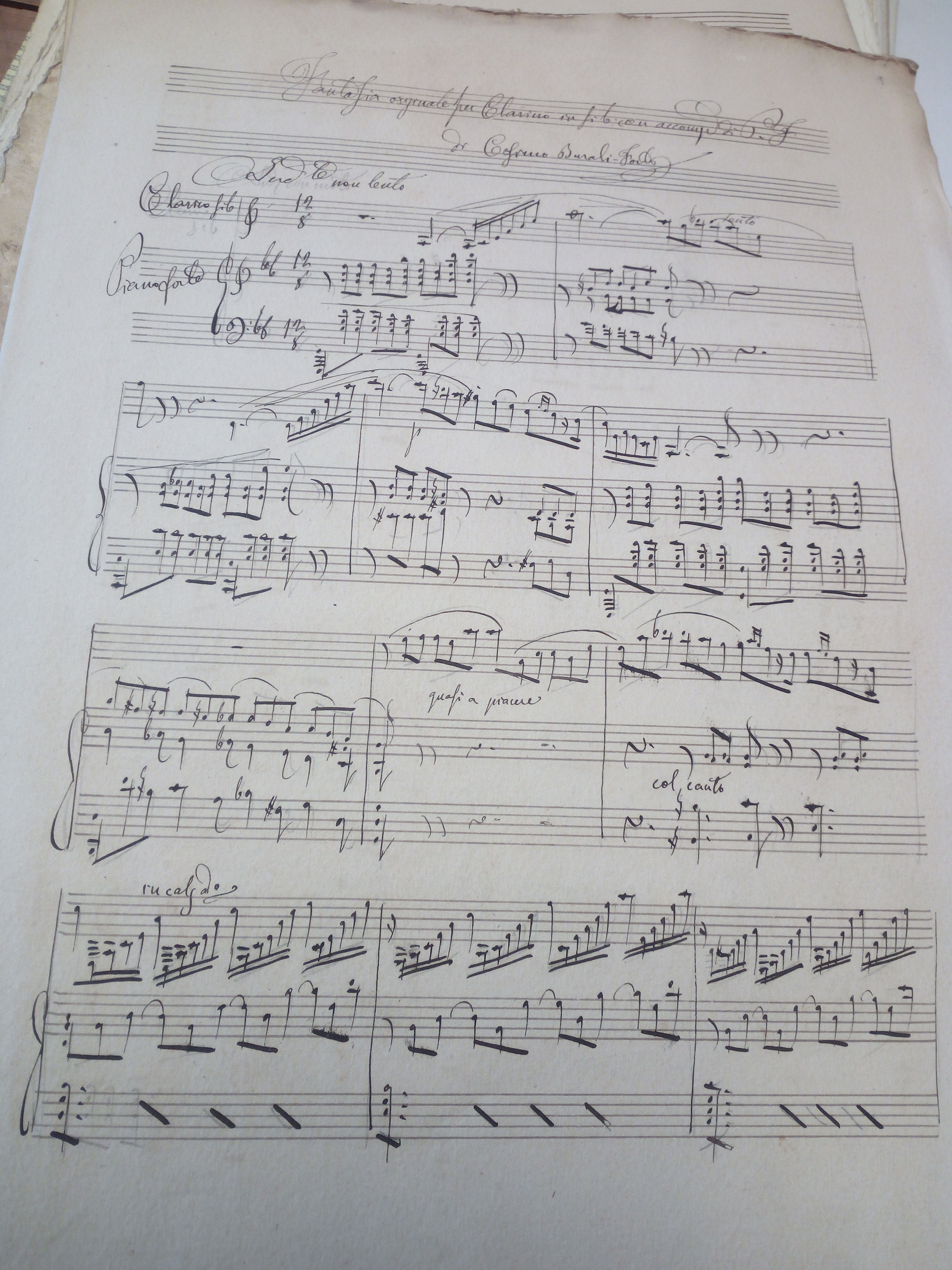
Fantasia per clarinetto in si bemolle e pianoforte, autografo alla Fraternita dei Laici di Arezzo

## Fonti

### Autografi
Data la natura dilettantesca della sua attività musicale, raramente Burali-Forti si è affidato a copisti per la redazione di parti e spartiti, per cui spesso sono di sua mano tutti i manoscritti musicali che possediamo, non solo le partiture complete. Una vasta raccolta di autografi conservata principalmente in tre istituzioni aretine: la Fraternita dei Laici, la Biblioteca Città di Arezzo, e la Donazione Sparapani all'Archivio storico comunale. 

#### Fraternita dei Laici
Burali-Forti fu rettore della Fraternita, alla quale è rimasto l'intero suo archivio, comprese carte amministrative e lettere. È qui che è conservato il maggior numero di suoi autografi.

#### Biblioteca Città di Arezzo
La Biblioteca nacque per intercessione della stessa Fraternità, che vi trasferì una parte delle sue collezioni. I libri appartenuti a Burali-Forti (riguardanti il diritto e la pittura) e a suo figlio Cesare (matematico) vennero accolti dalla nuova istituzione e tra essi anche alcuni libretti dei lavori teatrali di Burali-Forti stampati ad Arezzo (di Marchesella, Una testa di gesso, Tutti dicono così e Carmela) e 18 autografi: la partitura completa e due spartiti canto e pianoforte dell'Esther, le parti per oboe della Carmela, la parte di armonium di due scene del finale II di Marchesella, le partiture di 6 messe (due complete anche di parti), due Tantum ergo completi in partitura e parti, un Requiem nella riduzione per canto e pianoforte, un De Profundis in riduzione per voci e organo e orchestrato per piccola orchestra (in una partitura completa di parti), un Quemadmodum completo in partitura e parti, e un Credo in partitura vocale con parti (per le voci, gli archi, l'oboe e i timpani).

#### Donazione Sparapani
Nella donazione che Vasco Sparapani donò al comune di Arezzo, contenente la collezione musicale della Società Filarmonica Aretina, e oggi conservata nell'Archivio storico comunale, si trovano tracce dei lavori che Burali-Forti scrisse per le associazioni filodrammatiche e per altri eventi cittadini (la Società Filarmonica fu per molto tempo una sorta di orchestra cittadina di Arezzo, e accompagnava gli spettacoli filodrammatici come le celebrazioni civiche), oltre che alcuni pezzi cameristici dedicate ai suonatori della Società. Vi si trovano la partitura e le parti per la farsa I due metastasiani, le parti delle musiche di scena per la commedia I campanili, una partitura dello spettacolo Testa di gesso, una sinfonia per orchestra e pianoforte, una messa, due quartetti con clarinetto (uno per clarinetto in si bemolle, due violini e violoncello, l'altro per lo stesso clarinetto e flauto, violoncello e pianoforte), un inno per i caduti nelle battaglie per l'indipendenza italiana, e una Preghiera della sera per quintetto d'archi, armonium e pianoforte, dedicata alla banda cittadina «Guido Monaco» (istituzione diversa rispetto alla Società Filarmonica) e datata «28 aprile 1881, Teatro Petrarca». Oltre alle musiche, la donazione conserva alcune edizioni di libretti (di Testa di gesso e di Tutti dicono così), e le lettere che Burali-Forti scrisse alla Società Filarmonica riguardo alla produzione dell'opera Carmela.

#### Istituzioni private e autografi perduti
La mancanza di studi specifici non ci permette di valutare quanti autografi di Burali-Forti siano finiti in biblioteche private, o in collezioni musicali non specializzate, e quanti siano da ritenersi definitivamente perduti. Claudio Santori segnala presso privati gli spartiti canto e pianoforte di Testa di gesso e Carmela, e considera perduti gli autografi di Luisa (Santori nega l'autografia della partitura incompleta, dello spartito e delle parti presenti alla Fraternita dei Laici), di L'erede, di Il piatto azzurro (nonostante vi sia una partitura per piccola orchestra corrispondente a quel titolo nella Fraternita dei Laici), di L'essere sta nel parere, e di Mignoné-Fanfan. Si presume che l'archivio della banda «Guido Monaco» possa conservare copie manoscritte di suoi lavori, così come la collezione musicale del Liceo Linguistico-Scientifico «Francesco Redi», ma lo stato degli studi non consente di verificare queste ipotesi.

### Edizioni a stampa
Burali-Forti riuscì a pubblicare alcuni pezzi:
- Un Pensiero elegiaco con l'editore Genesio Venturini di Firenze[43]: di questo pezzo non ci sono pervenuti gli autografi
- il bozzetto Nozze campestri per pianoforte a quattro mani con Giudici & Strada di Torino nel 1892[44]: neanche di questo lavoro ci sono pervenuti gli autografi
- Una miscellanea di sue rielaborazioni per clarinetto in si bemolle e pianoforte edita da Giovanni Canti a Milano[45] comprendente:
  - la fantasia Le veglie di famiglia, compatibile con una fantasia per il medesimo organico alla Fraternita con data 1886[21]
  - una sui temi del Buondelmonte di Giovanni Pacini, di cui non c'è traccia tra gli autografi pervenuteci
  - una su quelli di Marin Faliero di Gaetano Donizetti, di cui non c'è traccia tra gli autografi pervenuteci
  - una su quelli della Vestale di Saverio Mercadante, di cui non c'è traccia tra gli autografi pervenuteci
  - la trascrizione dello stornello Tippiti, tuppete, tappete di Mercadante, il cui autografo è presente alla Fraternita con data 1862[21]

## Lista delle opere teatrali
| Titolo                   | Data e luogo di rappresentazione (se noto) | Librettista | Note di conservazione | Edizione del libretto (se esistente) |
| ------------------------ | ------------------------------------------ | --- | --- | --- |
| Esther                   | 1871 (non fu mai rappresentata)            | Burali-Forti e Giuseppe Bandi (non si sa in che misura Bandi abbia partecipato al libretto: nei frontespizi degli autografi il suo nome è ancora leggibile ma è stato eraso) | Partitura autografa, riduzione canto e pianoforte autografa, parti parzialmente autografe alla Biblioteca Città di Arezzo. Una partitura autografa incompleta è anche alla Fraternita dei Laici | |
| Imilda                   | 1872 (non risulta sia stata rappresentata) | Burali-Forti, basata su una novella di Cesare Balbo | Autografi (di partitura, canto e pianoforte e parti) alla Fraternita dei Laici | |
| Piccarda Donati          | 1874, Teatro Petrarca                      | Burali-Forti | Autografi (di partitura, canto e pianoforte e parti) alla Fraternita dei Laici | Arezzo, Bellotti, 1874 (una copia risulta alla Fondazione Giorgio Cini di Venezia)                                                                      |
| Marchesella              | 1875                                       | Burali-Forti, dai Rerum Italicarum Scriptores di Ludovico Antonio Muratori                                                                                                   | Autografi (di partitura, canto e pianoforte e parti) alla Fraternita dei Laici. Le parti di armonium di un paio di scene del finale II (forse autografe) sono alla Biblioteca Città di Arezzo | Arezzo, Bellotti, 1876 (una copia è alla Biblioteca Città di Arezzo)                                                                                    |
| I Cilni                  | 1875                                       | Burali-Forti | Autografi (di partitura, canto e pianoforte e parti) alla Fraternita dei Laici | |
| Montanini e Salimbeni    | 1876                                       | Burali-Forti | Autografi (di partitura, canto e pianoforte e parti) alla Fraternita dei Laici | |
| Testa di gesso           | 1877                                       | Burali-Forti | Santori considera l'autografo integrale perduto, ma segnala l'esistenza dell'autografo della riduzione canto e pianoforte (datato 1893) in una biblioteca privata. Partitura e parti manoscritte si trovano nella Donazione Sparapani, con applicata la data «8 maggio 1924», che potrebbe però riferirsi alla data d'archiviazione            | Arezzo, Bellotti, 1877 (una copia è alla Biblioteca Città di Arezzo, due sono nella Donazione Sparapani, e una alla Fondazione Giorgio Cini di Venezia) |
| La strage dei Tondinelli | 1878                                       | Burali-Forti | Autografi (di partitura, canto e pianoforte e parti) alla Fraternita dei Laici | |
| Carmela                  | 1880, Teatro Petrarca                      | Burali-Forti, da un lavoro di Edmondo De Amicis | Autografi (di partitura, canto e pianoforte e parti) alla Fraternita dei Laici. Alcune parti manoscritte, parzialmente autografe, sono alla Biblioteca Città di Arezzo. Santori indica che la riduzione canto e pianoforte autografa è in una biblioteca privata. Un carteggio relativo alla gestazione dell'opera è nella Donazione Sparapani | Arezzo, Bellotti, 1880 (una copia è alla Biblioteca Città di Arezzo)                                                                                    |
| Luisa                    | 1881 (non fu rappresentata)                | Burali-Forti | Una partitura incompleta, e spartiti canto e pianoforte di alcune scene sono alla Fraternita dei Laici: Santori non li considera autografi | |
| L'Erede                  | 1883                                       | Burali-Forti | Autografo perduto | |
| Il piatto azzurro        | 1886                                       | Pilade Cavallini, da una fiaba cinese | Santori considera l'opera perduta, ma alla Fraternita dei Laici c'è una partitura «per piccola orchestra» corrispondente a quel titolo, datata 1886 | |
| La sposa del Diavolo     | 1888                                       | Pilade Cavallini | Autografi (di partitura, canto e pianoforte e parti) alla Fraternita dei Laici | |
| L'essere sta nel parere  | 1888                                       | Burali-Forti | Autografo perduto | |
| Tutti dicon così         | 1889                                       | Burali-Forti | Autografi (di partitura, canto e pianoforte e parti) alla Fraternita dei Laici | Arezzo, Bellotti, 1893 (una copia è alla Biblioteca Città di Arezzo, un'altra nella Donazione Sparapani)                                                |
| Mignoné-Fanfan           | 1900                                       | non firmato | Autografo perduto | |

## Discografia
Nel 2019, il flautista Roberto Fabbriciani ha inciso 4 pezzi di Burali-Forti per l'etichetta Holly Classic.